# Міяли (Балхаський район)
Міяли́ (каз. Миялы) — село у складі Балхаського району Алматинської області Казахстану. Адміністративний центр та єдиний населений пункт Міялинського сільського округу.
У радянські часи село називалось «Карагаш».
Населення — 1089 осіб (2021; 1128 у 2009, 1269 у 1999, 1270 у 1989).